# Augusta austrocaledonica
Augusta austrocaledonica är en måreväxtart som först beskrevs av Adolphe-Théodore Brongniart, och fick sitt nu gällande namn av Joseph Harold Kirkbride. Augusta austrocaledonica ingår i släktet Augusta och familjen måreväxter.
Artens utbredningsområde är Nya Kaledonien. Inga underarter finns listade i Catalogue of Life.